# Polyrhachis gracilior
Polyrhachis gracilior este o specie de furnică găsită în sud-vestul și nord-estul Indiei. Este una dintre puținele furnici care construiesc cuiburi arboricole realizate din frunze cusute împreună cu mătase produsă de larvele lor.
Descrisă inițial ca o „rasă” a lui Polyrhachis furcata, a fost ridicată la o specie completă de către CT Bingham, care a observat diferențe în forma spinilor. O specie descrisă din Travancore ca weberi de Horace Donisthorpe în 1943, a fost identificată ca fiind identică cu gracilior de către Barry Bolton.

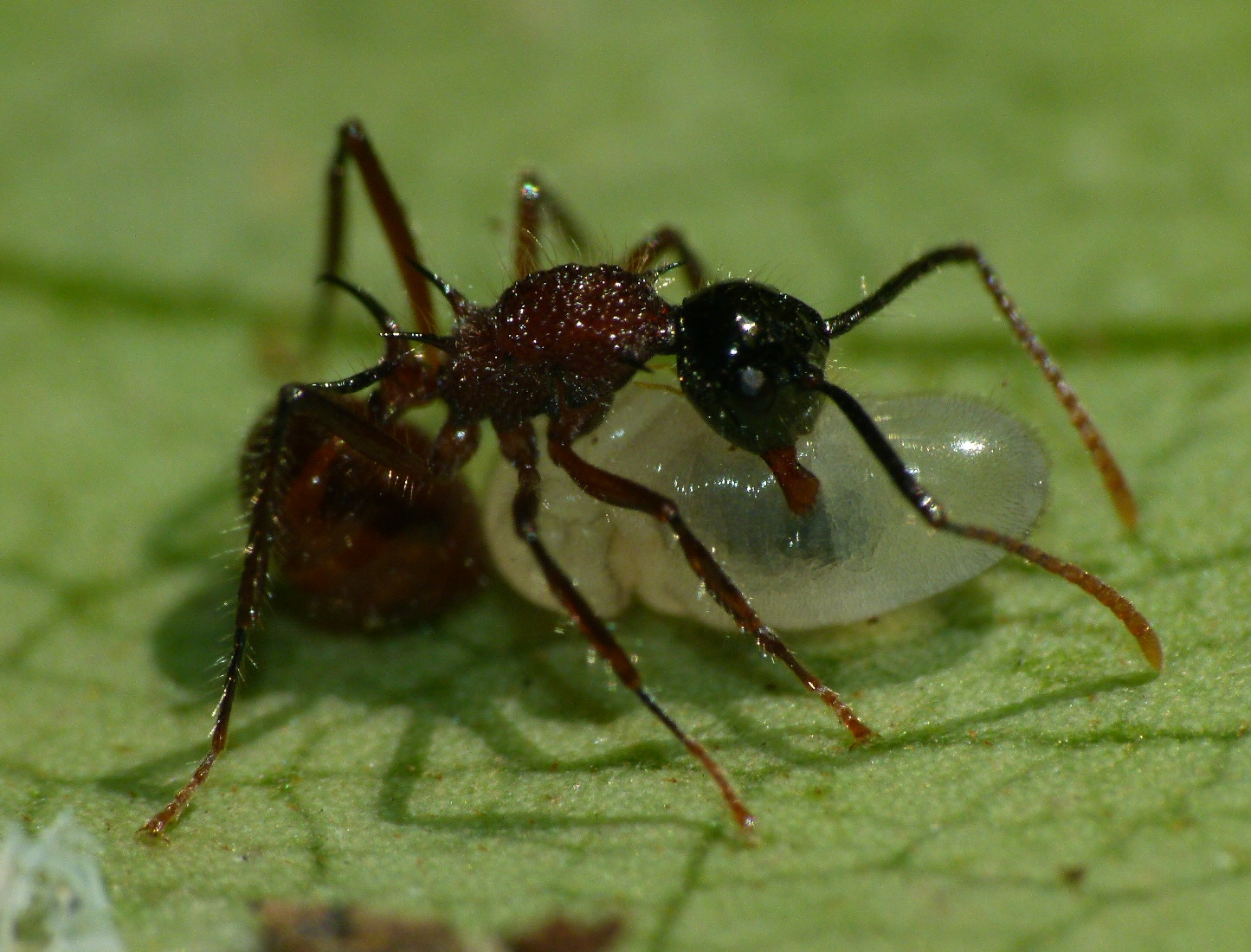
Cu o larvă
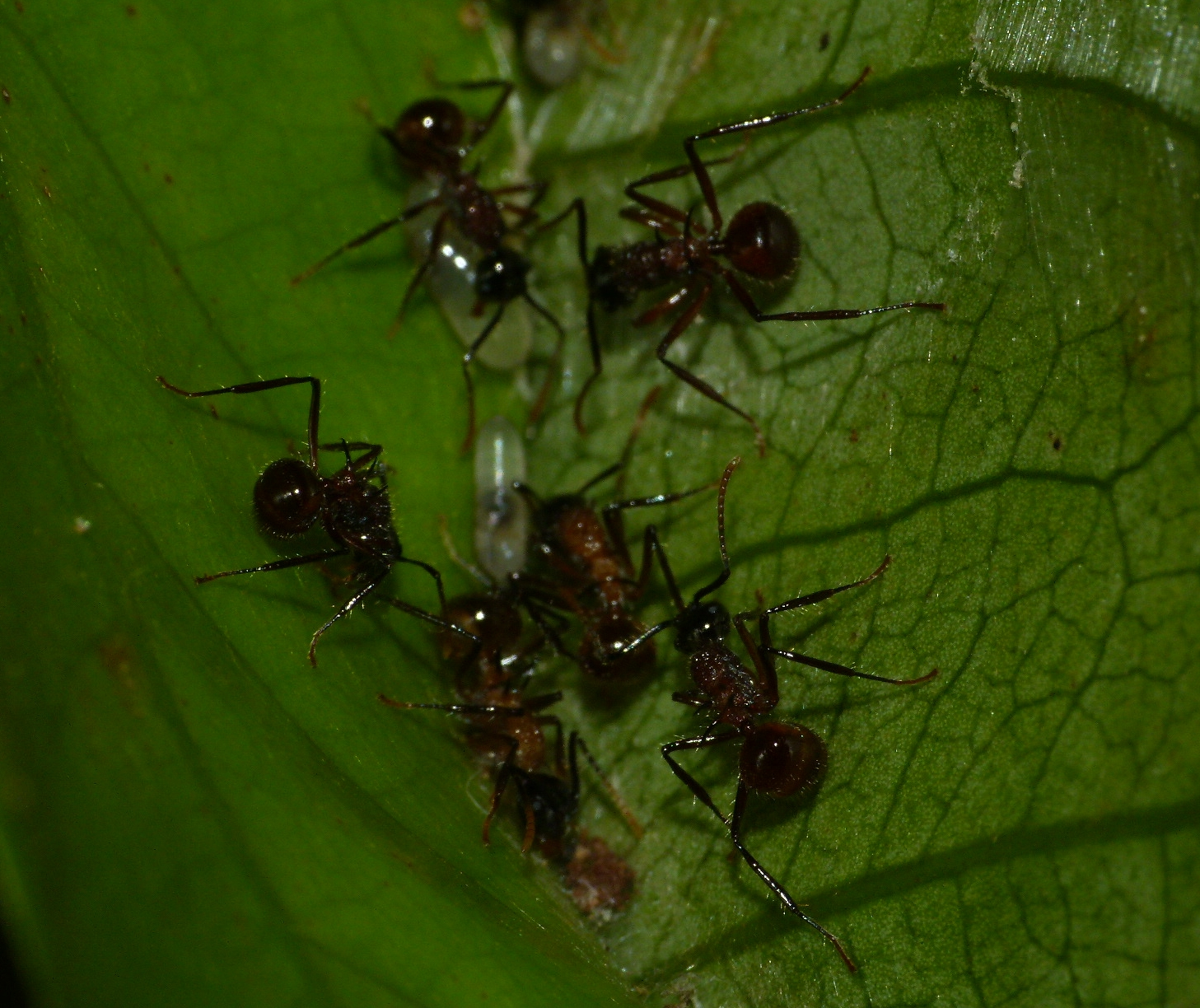
Cuib între frunze